# Zofia Romanowicz
Pour les articles homonymes, voir Romanowicz.
 (octobre 2021).
La mise en forme du texte ne suit pas les recommandations de Wikipédia : il faut le « wikifier ».
Les points d'amélioration suivants sont les cas les plus fréquents :
- Les titres sont pré-formatés par le logiciel. Ils ne sont ni en capitales, ni en gras.
- Le texte ne doit pas être écrit en capitales (les noms de famille non plus), ni en gras, ni en italique, ni en « petit »…
- Le gras n'est utilisé que pour surligner le titre de l'article dans l'introduction, une seule fois.
- L'italique est rarement utilisé : mots en langue étrangère, titres d'œuvres, noms de bateaux, etc.
- Les citations ne sont pas en italique mais en corps de texte normal. Elles sont entourées par des guillemets français : « et ».
- Les listes à puces sont à éviter, des paragraphes rédigés étant largement préférés. Les tableaux sont à réserver à la présentation de données structurées (résultats, etc.).
- Les appels de note de bas de page (petits chiffres en exposant, introduits par l'outil «  Source ») sont à placer entre la fin de phrase et le point final[comme ça].
- Les liens internes (vers d'autres articles de Wikipédia) sont à choisir avec parcimonie. Créez des liens vers des articles approfondissant le sujet. Les termes génériques sans rapport avec le sujet sont à éviter, ainsi que les répétitions de liens vers un même terme.
- Les liens externes sont à placer uniquement dans une section « Liens externes », à la fin de l'article. Ces liens sont à choisir avec parcimonie suivant les règles définies. Si un lien sert de source à l'article, son insertion dans le texte est à faire par les notes de bas de page.
- La présentation des références doit suivre les conventions bibliographiques. Il est recommandé d'utiliser les modèles {{Ouvrage}}, {{Chapitre}}, {{Article}}, {{Lien web}} et/ou {{Bibliographie}}. Le mode d'édition visuel peut mettre en forme automatiquement les références.
- Insérer une infobox (cadre d'informations à droite) n'est pas obligatoire pour parachever la mise en page.

Pour une aide détaillée, merci de consulter Aide:Wikification.
Si vous pensez que ces points ont été résolus, vous pouvez retirer ce bandeau et améliorer la mise en forme d'un autre article.
Zofia Romanowicz (nom de naissance Zofia Górska), née le 18 octobre 1922, morte le 28 mars 2010, romancière, essayiste, poète, et traductrice polonaise établie en France après 1945, est une personnalité parmi les romanciers polonais émigrés de la seconde moitié du XXe siècle, ayant aussi tenu une librairie à Paris, lieu de la dissidence polonaise pendant les années où la Pologne est intégrée au bloc de l'Est. 

## Biographie
Née à Radom en Pologne en 1922, Zofia Górska avait 16 ans lorsque la Seconde guerre mondiale éclate le 1er septembre 1939. Depuis Radom, elle s’engage dans une organisation de résistance. Arrêtée avec son père par la Gestapo en janvier 1941, elle fut condamnée à mort et détenue dans différents camps, notamment au camp de concentration pour femmes de Ravensbrück au nord de Berlin (Allemagne), puis à Neu-Rohlau près de Carlsbad (en Tchécoslovaquie). 
À la fin de la Seconde Guerre mondiale, elle choisit l'exil et s’installe à Paris (en France). Elle prépare un temps une thèse inaboutie, à propos de l'influence des troubadours sur les félibres, à l'Institut d'études provençales de la Sorbonne. En 1948, elle fait la connaissance de Kazimierz Romanowicz (1916-2010), qui avait travaillé comme spécialiste du département français de la librairie polonaise Gebethner & Wolff et avait été officier du 2e corps polonais. Après leur mariage en juillet 1948, ils dirigent la librairie et maison d’édition Libella rue Saint-Louis-en-l’Île à Paris. Ensemble, Zofia et Kazimierz Romanowicz fondent aussi la galerie Lambert en 1959 dans un local jouxtant la librairie. Ces deux sites sont parmi les principaux centres culturels polonais en émigration pendant la guerre froide. Après la fermeture de la galerie Lambert et de la librairie Libella en 1993, Zofia Romanowicz se consacre à ses activités littéraires en France et en Pologne. Elle décède à la Maison de retraite du Fonds humanitaire polonais à Lailly-en-Val (France) en 2010 à l’âge de 87 ans.

## Carrière littéraire
Zofia Górska écrit ses premiers poèmes pendant ses années de lycée à Radom, et elle en écrit un grand nombre pendant ses incarcérations entre 1941 et 1944, recopiés par ses co-détenues de Ravensbrück dans de tout petits carnets. Elle publie son premier récit, Tomuś et plusieurs poèmes de Ravensbrück dans les publications du 2e corps polonais à Rome. 
Après 1948, elle signe ses œuvres de son nom d’épouse, Zofia Romanowicz. Elle publie d’abord plusieurs traductions en polonais ainsi que des récits sur ses expériences pendant la guerre. La totalité de ses poèmes de guerre est publiée en 1961 dans un ouvrage collectif, Ravensbrück. Wiersze obozowe [Ravensbrück. Poèmes du camp].Par ses études à la Sorbonne, elle devient spécialiste de la poésie des troubadours,  et produit en 1963 une anthologie de poésie des troubadours provençaux dans sa traduction en polonais, Brewiarz miłości [Bréviaire d’amour], qui est publié en Pologne puis réédité en 2000.
En 1955, elle écrit des essais et des récits qui sont publiés dans les revues Wiadomości Literackie (Londres) et Kultura (Paris). Son premier roman, Baśka i Barbara, lui est inspiré par sa fille et sa vie en exil. Il traite de l’éducation bilingue et biculturelle d’un enfant en émigration. Il est publié par Libella en 1956, puis réédité deux fois en Pologne en 1958. D'autres romans suivent, notamment en 1960 Przejście przez Morze Czerwone [Le Passage de la mer Rouge],. Mais aussi en 1968, Łagodne oko błękitu [Le Chandail bleu].
En 1964, la maison d’édition de Varsovie, Państwowy Instytut Wydawniczy (PIW), annule la publication de son roman  Szklana kula [La Boule de verre] à la demande du régime communiste. Libella publie ce roman en 1964 et PIW le republie en 2021 à l’occasion du 70e anniversaire de cette maison d’édition. D'autres œuvres ne sont ainsi diffusées réellement en Pologne qu'après la chute du mur de Berlin. Les romans des années 1960 sont traduits par contre en anglais, français, allemand, roumain, macédonien, et hébreu et lui valent le prix Kościelski en 1964.
En 1965, Zofia Romanowicz regroupe 17 récits dans le volume Próby i zamiary [Essais et tentatives] et commence à publier ses romans auprès de la Fondation Littéraire Polonaise de Londres et de l’Institut littéraire de Maisons-Laffitte, Kultura, ce qu’elle continue à faire jusqu’en 1984. Après une interruption de publication en Pologne de 26 ans, son roman Łagodne oko błękitu [Le Chandail bleu], probablement sa contribution la plus importante à la littérature des camps, est réédité par la maison d’édition catholique PAX en 1987 à Varsovie et elle reçoit cette année-là le prix de la Fondation littéraire de Varsovie pour la contribution littéraire la plus importante de l’année. Après la réunification des communautés littéraires et culturelles polonaises et émigrées qui est rendue possible par la fin de la guerre froide, elle publie ses deux derniers romans, Ruchome schody [L’Escalier roulant] et Trybulacje proboszcza P. [Les Tribulations du curé P.] en Pologne. Elle collabore avec Tygodnik Solidarności à partir de 1991 et avec Odra à partir de 1999, et ses articles et essais sont également publiés dans Tygodnik Powszechny et Nowa Kultura.
Bien qu’elle soit interdite de séjour et de publication en Pologne pendant la guerre froide, elle y maintient des contacts littéraires, et ses publications tant à l’émigration qu’en Pologne reflétent les fluctuations politiques et culturelles de la guerre froide. Elle écrit en polonais mais aime aussi produire la première version française de ses œuvres. En 1976, elle devient membre du jury du prix littéraire annuel décerné par la revue Wiadomości Literackie de Londres. Elle est membre de l’Union des Écrivains Polonais en Exil de 1946 à 1989, et membre de l’Union des écrivains polonais de 1989 à 2010.

## Principaux prix et distinctions
- 1960 : Przejście przez Morze Czerwone [Le Passage de la mer Rouge] nommé meilleur livre polonais de l’année publié en émigration par Radio Free Europe
- 1964 : prix de la Fondation Kościelski
- 1966 : prix de “Wiadomiści Literackie” du meilleur livre polonais publié en émigration en 1965 pour Próby i zamiary [Essais et tentatives]
- 1971 : prix Alfred-Jurzykowski pour l’ensemble de son œuvre
- 1973 : Groby Napoleona [Les tombeaux de napoléon] nommé meilleur livre polonais de 1972 publié en émigration par Radio Free Europe
- 1976 : médaille d’or pour l’ensemble de son œuvre poétique, décernée par les Amis de l’Art polonais de Détroit (USA) à l’occasion de leur 200e anniversaire
- 1981    prix Hermina-Naglerowa pour meilleur livre polonais de 1980 publié en émigration, décerné par l’Union des écrivains polonais en exil pour Skrytki [Oubliettes]
- 1985    prix Zygmunt-Hertz pour Skrytki [Oubliettes], décerné par l’Institut littéraire de Maisons-Laffitte
- 1987    prix de la Fondation Littéraire de Varsovie pour Łagodne oko błękitu [Le Chandail bleu], qui récompense la contribution littéraire la plus importante
- 1988 : lauréate du prix de l’Union des écrivains polonais pour l’ensemble de son œuvre
- 1994 : croix de chevalier de l’ordre du mérite de la République polonaise
- 1994 : diplôme du ministre des Affaires étrangères de la République de Pologne pour contributions exceptionnelles à la culture polonaise
- 1994 : prix des Éditeurs du PEN-Club polonais
- 1994 : distinction honoraire de l’Association polonaise des éditeurs de livres
- 2000 : prix littéraire du ministère polonais de la Culture et de l’Héritage national

## Publications
- Brewiarz miłości. Varsovie: Ossolineum, 1963.
- Baśka i Barbara. Paris, Libella, 1956. Warsaw: PIW, 1958.
- Przejście przez Morze Czerwone. Paris, Libella, 1960. Warsaw: PIW, 1961.
- Ravensbrück. Wiersze obozowe. Varsovie: Zarząd główny, Klub Ravensbrück, 1961.
- Słońce dziesięciu linii. Paris, Libella, 1963.
- Szklana kula. Paris, Libella, 1964. Varsovie: PIW, 2021.
- Próby i zamiary. Londres, Polska Fundacja Literacka, 1965.
- Łagodne oko błękitu [Le Chandail bleu]. Paris: Libella, 1968. Warsaw: PAX, 1987. Audio book, Varsovie, Zakład nagrań i Wydawnictw Związku Niewidomych, Pax, 1989.
- Groby Napoleona. Londres, Polska Fundacja Literacka, 1972.
- Sono felice. Londres, Polska Fundacja Literacka, 1977.
- Skrytki. Paris: Instytut Literacki, 1980.
- Na wyspie. Paris: Instytut Literacki, 1984.
- Ruchome schody. Varsovie: PIW, 1995.
- Trubadurzy prowansalscy: liryki najpiękniejsze. Édité par Jerzy Kapica. Réédition de Brewiarz miłości par Algo (Toruń) en 2000.
- Trybulacje proboszcza P. Toruń, Archiwum emigracji, 2001.

### Ouvrages traduits
- Passage Through the Red Sea. Traduit par Virgilia Peterson. New York, NY: Harcourt Brace, 1962.
- Le Passage de la Mer Rouge. Traduit par Georges Lisowski. Paris: Seuil, 1961.
- Der Zug durchs Rote Meer. Berlin: Suhrkampf, 1962, 2nd édition in 1964. Réédité in 1982, 1992, and 1996.
- Edhe një ditë shprese. Traduction de fragments du Passage de la Mer Rouge par Eqrem Basha. Macédonie: Rilindja, 1978.
- Ha-ma’abar b-Yam Sup. Traduction du Passage de la Mer Rouge par Ada Pagis. Tel Aviv: Hoca’ah Am Obed, 1995.
- Tricoul albastru. Bucarest, Albatros, 1973.
- Le Chandail bleu. Traduit par l’auteur et Jean-Louis Faivre d’Arcier. Paris: Seuil, 1971.
- 'Île Saint-Louis. Traduit par Erik Veaux. Paris: Éditions du Rocher, 2002.
- “Les galettes de pommes de terre” Traduit par Alice-Catherine Carls. Les Cahiers bleus, Printemps 1983. Pp. 63-65.
- “Oubliettes. Chapitre XV.” Adapté par l’auteur avec la collaboration de Patrick Waldberg. Cahiers de l’Est, No. 18-19, 1979. Pp. 159-176.
- “The Screen.” Traduit par Jan Solecki. The Antioch Review, Vol. 20, No. 3 (Automne 1960). Pp. 347-364.  https://www.jstor.org/stable/4610272